# Trifolium trichopterum
Trifolium trichopterum là một loài thực vật có hoa trong họ Đậu. Loài này được Pancic miêu tả khoa học đầu tiên.